# The Signature at MGM Grand
Das zur MGM Resorts International Gruppe gehörende Hotel The Signature at MGM Grand ist ein aus drei Türmen bestehendes Schwesterhotel des MGM Grand in Paradise, wobei hier alle Zimmer als Suiten, bzw. Appartements mit Küche ausgelegt sind. Es wurde 2006 auf der Fläche eines Vergnügungsparks aufgebaut, der einige Jahre zuvor abgerissen wurde. Einige Zimmer haben einen Balkon, was für Las Vegas eher ungewöhnlich ist. Das Hotel ist mit dem MGM Grand verbunden. Man kann alle Attraktionen des MGM Grand Hotels auch vom The Signature at MGM Grand benutzen.
Neben den Hotelunterkünften wurden einige sogenannte Condos verkauft, wodurch sich die Erwerber das Eigentum, und somit die alleinige Nutzung der Räume sicherten.